# Michelle Picard
Michelle Picard, född den 27 maj 1993 i Fall River, Massachusetts i USA, är en amerikansk ishockeyspelare.
Hon tog OS-silver i damernas ishockeyturnering i samband med de olympiska ishockeytävlingarna 2014 i Sotji.